# Maladera gravida
Maladera gravida är en skalbaggsart som beskrevs av Ahrens 2006. Maladera gravida ingår i släktet Maladera och familjen Melolonthidae. Inga underarter finns listade i Catalogue of Life.